# 레미 킬미스터
레미 킬미스터(영어: Lemmy Kilmister, 1945년 12월 24일 ~ 2015년 12월 28일)는 영국의 헤비 메탈 밴드 모터헤드의 창립자, 리드 싱어, 베이시스트, 기본 작곡가이자 유일한 연속 멤버였다. 레미(영어: Lemmy)라는 이름으로 더 잘 알려졌다.
뉴 웨이브 오브 브리티시 헤비 메탈의 출현 이후 이 장르의 기초가 된 그는 특유의 구레나룻, 군대에서 영향을 받은 패션 감각, 한때 "록에서 가장 알아보기 쉬운 목소리 중 하나"라고 불렸던 자갈 같은 목소리를 포함한 그의 외모로 알려져 있다. 그는 또한 "날씨가 비치는 그의 얼굴로 기울어진 높은 마이크를 향해 올려다보는 것"으로 묘사된 독특한 노래 방식으로도 유명했다. 그는 베이스 연주 스타일과 리켄배커 베이스를 사용하여 "압력적이고 왜곡된 리듬감 있는 울림"을 만들어내는 것으로도 유명했으며, 베이스 사운드의 또 다른 주목할 만한 측면은 마셜의 오버드라이브 튜브 스택을 사용하여 파워코드를 자주 연주했다는 것이다.
그는 또한 그가 제거하지 않기로 선택한 커다란 얼굴 '피부 태그'로 유명했다. 그것은 그의 삶의 환희와 허영심이나 타인에 대한 비판이나 비판에 대한 무해한 태도를 전형적으로 보여주었다.
레미는 2015년 12월 28일 그가 1990년부터 살고 있는 로스앤젤레스에서 사망할 때까지 모터헤드와 함께 정규 음반과 투어를 계속했다. 그는 죽기 이틀 전에 전립선암 진단을 받았다. 그의 음악 경력과 함께, 그는 영화와 TV에서 단역들과 카메오들을 가졌다. 그는 줄담배를 피우고 많은 양의 알코올과 암페타민을 매일 섭취하는 등 불건전한 생활양식으로 유명했다.

## 음악 스타일
레미는 그의 스타일에 대해 "저는 많은 음을 연주하지만, 많은 화음도 연주합니다. 그리고 저는 열린 현악기를 많이 연주합니다. 베이시스트처럼 연주하진 않아요 가끔 저에 대한 불만이 있습니다. 베이시스트가 있는 것이 아니라 딥 기타리스트가 있는 것과 같습니다."

## 음반 목록

### 모터헤드
- Motörhead (1977년)
- Overkill (1979년)
- Bomber (1979년)
- On Parole (1979년)
- Ace of Spades (1980년)
- Iron Fist (1982년)
- Another Perfect Day (1983년)
- Orgasmatron (1986년)
- Rock 'n' Roll (1987년)
- 1916 (1991년)
- March ör Die (1992년)
- Bastards (1993년)
- Sacrifice (1995년)
- Overnight Sensation (1996년)
- Snake Bite Love (1998년)
- We Are Motörhead (2000년)
- Hammered (2002년)
- Inferno (2004년)
- Kiss of Death (2006년)
- Motörizer (2008년)
- The Wörld Is Yours (2010년)
- Aftershock (2013년)
- Bad Magic (2015년)